# マッサマン

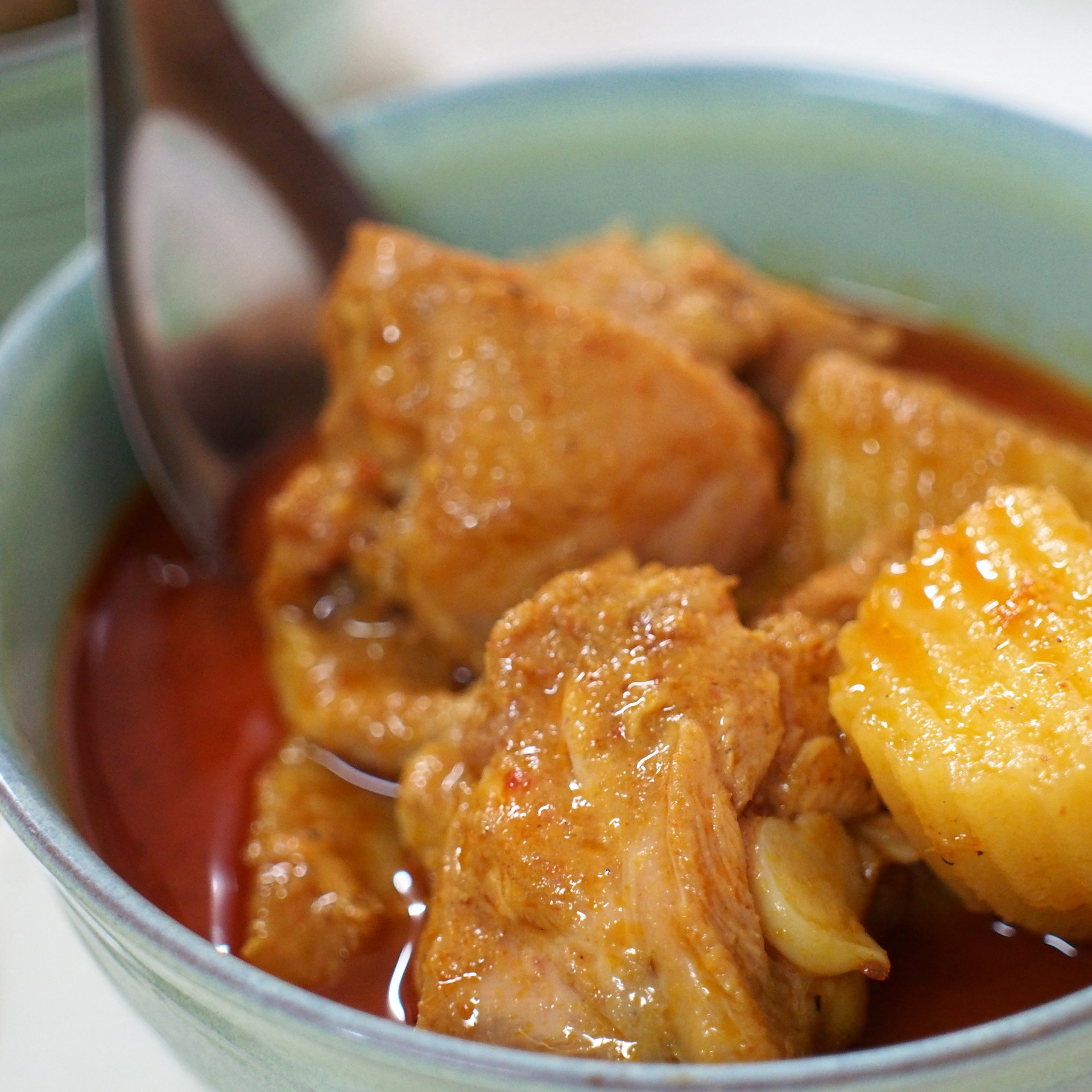
ゲーン・マッサマン・カイ(チキンマッサマンカレー)

ゲーン・マッサマン（タイ語: แกงมัสมั่น、kaeng matsaman/massaman）は、タイ王国に起源を持つゲーン（タイカレー）である。単にマッサマンと呼ばれたり、マッサマンカレーとも呼ばれる。本項では、以下、「マッサマン」と記述する。

## 概要
後述（#世界的な知名度）のように、世界的に知られるようになった料理であるが、タイ王国においては、「ご当地カレー」的な認識をされており、タイ国内での知名度はあまり高くない。
マッサマンはタイ南部のイスラム教徒を中心に食べられていた料理であり、タイ宮廷料理として親しまれてきた経緯もあるが、タイ北部やタイ中部ではあまり知られていなかった。タイではあまり馴染みがないスパイスも多く使われている。

## 特徴
ジャガイモと肉を煮込んだ料理であり、カルダモン、シナモン、クローブといったスパイスを使用していることから辛味だけではなく、上質な甘さもある。

## 発祥
タイ南部の住人に言わせれば、マッサマンはマレー料理の流れをくむものであり、タイ南部の料理としてのオリジナル性は無い。実際、パッターニー県、ヤラー県、ナラーティワート県は人口の約8割をマレーシア系の住民が占め、マレー語方言を話す。マッサマンも、こういったマレーシア系タイ人が普段から食しているマレー料理である。
ある説によると、アユタヤ王朝を16世紀に訪れたペルシアの使者や貿易商の影響を受け、タイ中部で生まれたとされる。また別の説では、タイ南部を訪れたアラブ人の貿易商人が起源だとされる。なお「マッサマン」という語は、「イスラム教徒達（の）」を意味するペルシャ語の مسلمان に由来するとされる。
イスラム教徒（ムスリム）から伝来したことから、イスラム教の食の規律（ハラール）に従い、主に鶏肉や牛肉、羊肉などで作られる。タイではチキンマッサマンカレーが多く食べられている。しかし、タイにおいても高級料理店では、鴨肉、豆腐、豚肉でも作られる。さらに、その他にも、ココナッツミルク、炒った落花生かカシューナッツ、ジャガイモ、人参、玉ねぎ、ローリエ、カルダモン、シナモン、八角、パームシュガー、エビの魚醤(シュリンプペースト)、唐辛子、タマリンドのソースが加えられる。ターメリック、シナモン、トウシキミ、クミン、クローブ、ナツメグなどのスパイスは、商人によってインドネシアからタイ南部に輸入された。米飯と時に付け合せとしてショウガのピクルスや、キュウリと唐辛子などを酢と砂糖に漬けたアーチャート（อาจาด）とともに食べられる。

## 世界的な知名度
2011年にCNNインターナショナルのCNNGoで「世界で最もおいしい50種類の食べ物（World's 50 most delicious foods）」という企画が行われ、その中で1位となったのがマッサマンであった。
ほのかな辛さの中に、深いコクと上質な甘みが感じられることが高く評価された。

### 日本における普及

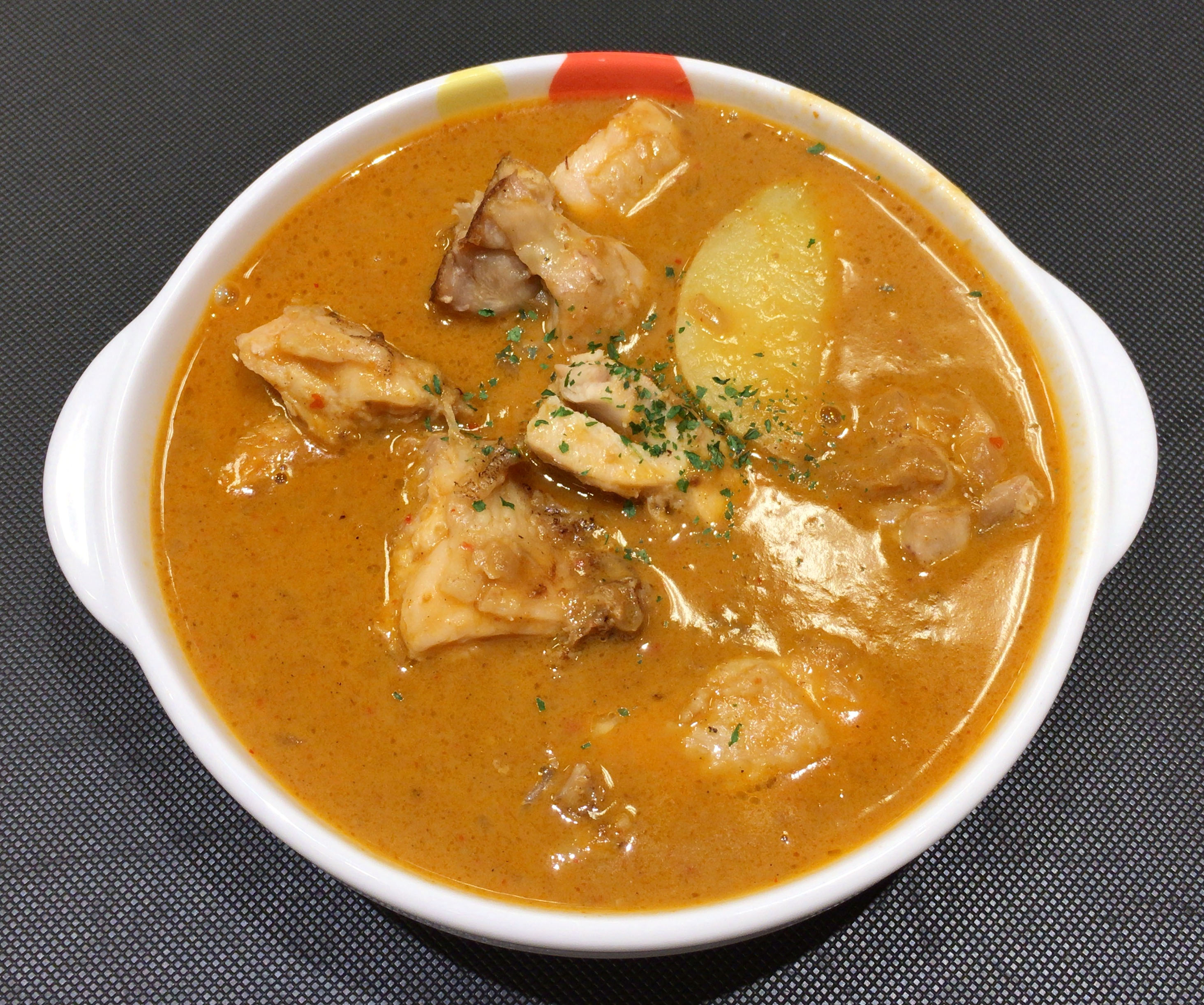
松屋のマッサマンカレー

日本でも上述のCNNGoでの1位選出から外食産業などがマッサマンに注目し、「日本国内でマッサマンカレーが食べたい」という声に応える形でメニューに加える店も増えている。
タイの味を再現するだけではなく、オリジナルのアレンジを加える店もある。例えば、上述のように元々はイスラム教徒向けの料理であったため、ハラールの規制から豚肉が使用されることは無かったのだが、日本では豚肉を用いたマッサマンを提供する店も登場している。コシヒカリなど日本の米に合わせた味付け、千切りのショウガやタマネギ、オクラ、ゆで卵のトッピングやパイナップルを加えたアレンジも登場している。
2011年時点では一時的な流行に終わるかと思われていたが、その後も日本国内においては普及しており、2010年代半ばには料理として日本に定着したものと考えられている。
- デニーズで期間限定メニューとしてマッサマンカレーを提供[7]。
- 2013年 - 無印良品からマッサマンカレーのキット、レトルトを販売（2014年リニューアル）[8]。
- 2014年 - いなば食品がカレー缶のラインナップにマッサマンカレーを追加[7]。
- 2015年 - 日清食品カップヌードルにマッサマンカレー味を追加[7]。
- 2021年 - 松屋が期間限定メニューとして鶏もも肉と北海道産ジャガイモを使用した「マッサマンカレー」を日本全国的に提供を行った[9]。スパイスやココナッツミルクは抑え気味に、味付けそのもは濃いめという「松屋のカレー」テイストを持ち合わせるマッサマンカレーとなっている[9]。